# Cladospongia elegans
Genre
Espèce
Cladospongia est un genre de Choanoflagellés de la famille des Codonosigidae et de l'ordre des Craspedida. Le genre ne contient qu'une seule espèce : C. elegans, qui a été décrite à Madras en Inde.